# Seznam řek v Argentině

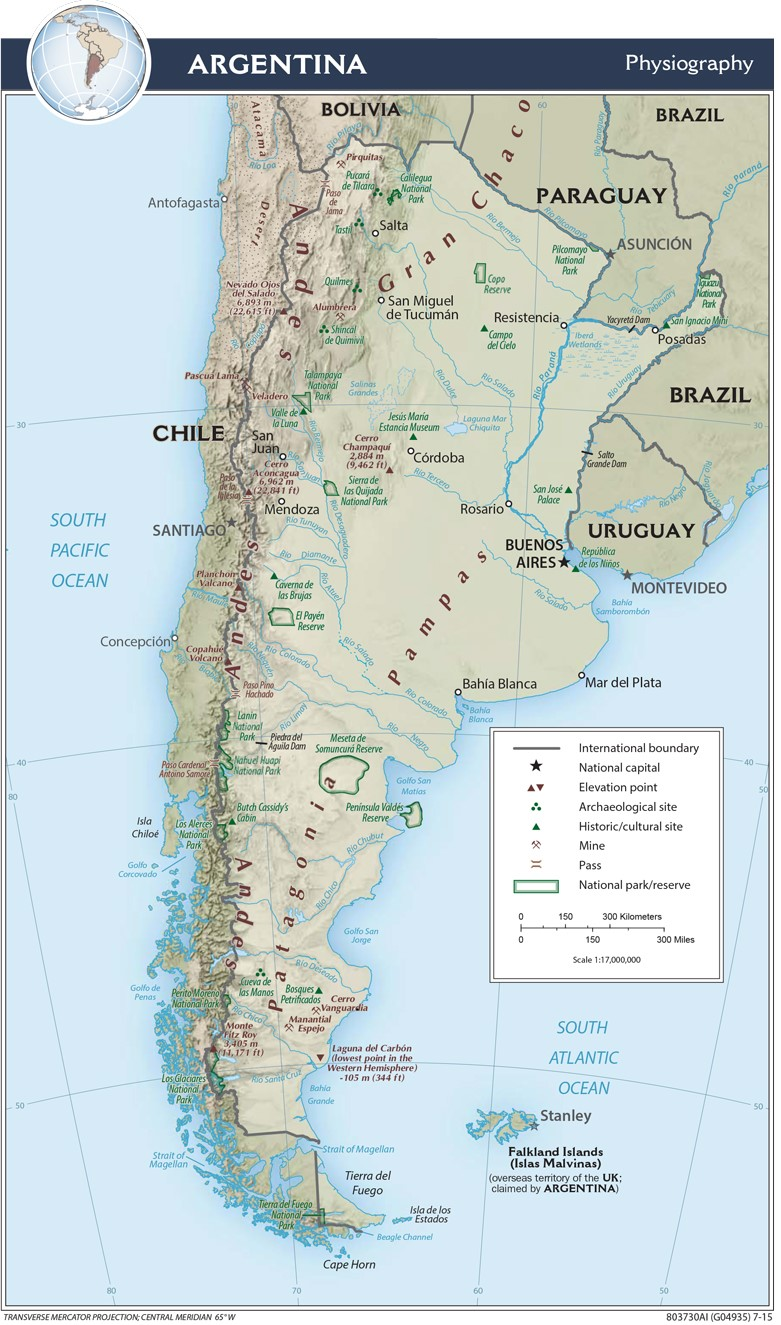
Fyzická mapa Argentiny

Seznam řek v Argentině (španělsky řeka río). Tabulka obsahuje řeky, které mají na území Argentiny délku 500 km a více a také některé kratší.

## Tabulka řek
| Poř. | Řeka        | Délka (km) | Povodí (km²) | Ústí do                 | Ústí kde                 | Geodata  |
| ---- | ----------- | ---------- | ------------ | ----------------------- | ------------------------ | -------- |
| 1.   | Paraná      | 1630       | 2 582 672    | Río de la Plata         | ... (Argentina)          | OSM, WMF |
| 2.   | Pilcomayo   | 1590       | 160 000      | Paraguay                | ... (Argentina)          | OSM, WMF |
| 3.   | Desaguadero | 1498       | 260 000      | Colorado                | ... (Argentina)          | OSM, WMF |
| 4.   | Bermejo     | 1400       | 123 162      | Paraguay                | ... (Argentina)          | OSM, WMF |
| 5.   | Salado      | 1300       | 160 000      | Paraná                  | ... (Argentina)          | OSM, WMF |
| 6.   | Uruguay     | 1170       | 370 000      | Río de la Plata         | ... (Argentina/Uruguay)  | OSM, WMF |
| 7.   | Colorado    | 1114       | 350 000      | Argentinské moře        | ... (Argentina)          | OSM, WMF |
| 8.   | Dulce       | 812        | 89 936       | Mar Chiquita            | ... (Argentina)          | OSM, WMF |
| 9.   | Chubut      | 810        | 53 801       | Argentinské moře        | ... (Argentina)          | OSM, WMF |
| 10.  | Atuel       | 790        | 39 904       | Desaguadero             | ... (Argentina)          | OSM, WMF |
| 11.  | Salado      | 640        | 17 000       | Río de la Plata         | ... (Argentina)          | OSM, WMF |
| 12.  | Negro       | 635        | 132 275      | Río de la Plata         | ... (Argentina)          | OSM, WMF |
| 13.  | Limay       | 617        | 63 700       | Río Negro               | ... (Argentina)          | OSM, WMF |
| 14.  | Deseado     | 615        | 14 450       | Argentinské moře        | ... (Argentina)          | OSM, WMF |
| 15.  | Chico       | 600        | 25 722       | Argentinské moře        | ... (Argentina)          | OSM, WMF |
| 16.  | Abaucán     | 600        | 43 386       | Desagües del río Salado | ... (Argentina)          | OSM, WMF |
| 17.  | Santa Cruz  | 543        | 29 685       | Argentinské moře        | ... (Argentina)          | OSM, WMF |
| 18.  | San Juan    | 500        | 18 642       | Desaguadero             | ... (Argentina)          | OSM, WMF |
| 19.  | Paraguay    | 390        | 1 168 540    | Paraná                  | ... (Argentina)          | OSM, WMF |
| 20.  | Chico       | 300        |              | Chubut                  | ... (Argentina)          | OSM, WMF |
| 21.  | Iguaçu      | 115        | 162 000      | Paraná                  | ... (Argentina/Brazílie) | OSM, WMF |